# Agnes Denes
Agnes Denes (Budapest, 1931) es una artista conceptual húngara afincada en Nueva York. Es conocida por sus trabajos en una amplia gama de medios, desde poesía y filosofía hasta diagramas complejos hechos a mano y por ordenador (que ella llama Filosofía Visual), escultura e instalaciones medioambientales.

## Trayectoria
Nació en Budapest, Hungría en el año 1931. Su familia sobrevivió la ocupación Nazi y se trasladó a Suecia a mediados de los años 40. Siendo adolescente se fueron a vivir a Estados Unidos. El cambio repetido de lenguas la llevó a centrarse en las artes visuales, sintiéndose "silenciada de repente". En Nueva York estudió pintura en la New School y en la Universidad de Columbia, y exhibió y vendió algunos de sus trabajos. Pronto abandonó la pintura, debido a las limitaciones que tenían el lienzo para ella, y se centró en ideas que podría explorar en otros medios. La naturaleza se configura entonces como uno de sus campos de acción, convirtiéndose en una significativa representante del Land Art.
A comienzos de los años 70 dejó su galería en Nueva York para ser una de las fundadoras de la A.I.R. Gallery, primera galería-cooperativa de mujeres artistas creada en Estados Unidos. Desde entonces, ha participado en más de 450 exposiciones en galerías y museos de todo el mundo y ha escrito 6 libros.
Denes tiene 10 trabajos en el Museo de Arte Moderno de Nueva York. El Museo Metropolitano de Arte de Nueva York adquirió 5 de sus piezas para su colección permanente. Y en el Museo Whitney de Arte Estadounidense hay 3 obras de Denes dentro de la colección permanente. Además,está presente en 43 museos de todo el mundo.
En el año 2019 se celebró la exposición Agnes Denes: Absolutes and Intermediates, en el espacio cultural The Shed (Nueva York). Era su primera retrospectiva.

## Obras
Una de sus obras más conocidas es Wheatfield -- A Confrontation, de 1982. Su trabajo consistió en convertir 8000 m² de un solar en Manhattan en tierra cultivable y plantar trigo en él. Con el riego y el abono el trigal maduró causando una gran sensación en la ciudad de Nueva York. No solo la plantación de trigo sino también su color amarillo generaban un sorprendente contraste con la dureza de los oscuros rascacielos ante los que había crecido. Con ella quería denunciar la distancia entre el urbanismo y la producción agraria pero también todos los intereses políticos y económicos que condicionaban el mercado de los cereales. En sus palabras "llamaba la atención sobre los errores de gestión y el hambre en el mundo. Era una intrusión en el sanctasanctórum, un desafío a la Gran Civilización. Al mismo tiempo era Shangri-la, un paraíso en miniatura, la infancia propia, una calurosa tarde de verano en el campo, era paz".
Podemos clasificar sus obras en:

### Ecologistas
- Rice/Tree/Burial 1968, Eco-Logic, Condado de Sullivan, Nueva York; recreado 1977 en Artpark[13]
- Agnes Denes en Artpark, 1977-1979
- Wheatfield, a Confrontationn 1982 Manhattan, vertedero de Battery Park.[14][15][16]
- Tree Mountain-a living time capsule 1996, Ylöjärvi, Finlandia[17][18][19]
- A Forest for Australia, reforestación de árboles en Melbourne, Australia 1998[20][21][22]
- Nieuwe Hollandse Waterlinie Master Plan, 2000
- North Waterfront Park Masterplan, Berkeley, California, 1988-91.[23]
- The Living Pyramid, Socrates Sculpture Park, Long Island City, Nueva York, 2015.[24]

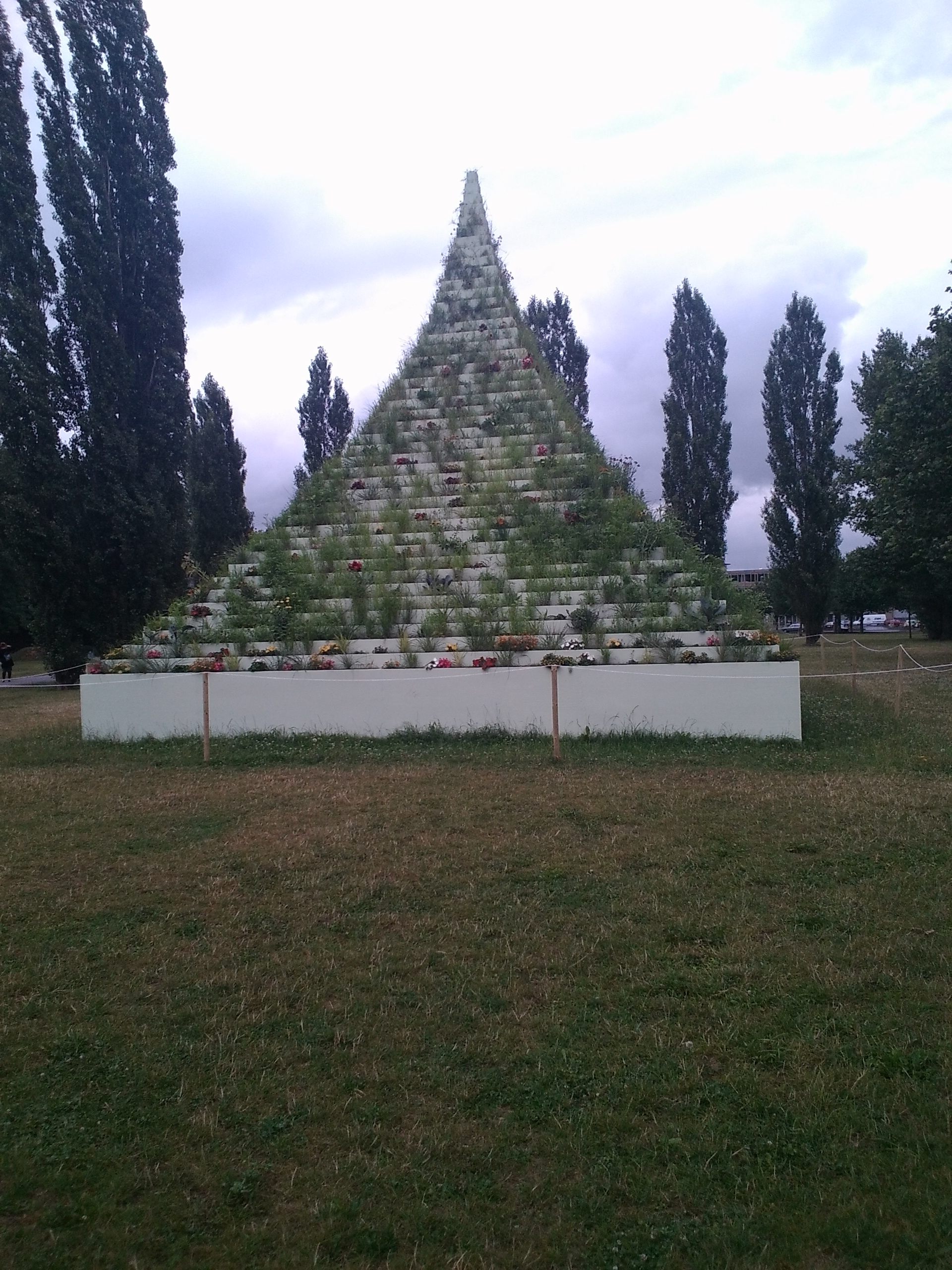
The Living Pyramid

### Filosofía visual
A partir de 1968, comenzó una exploración intensiva de filosofía a través del arte. El resultado fue, según Jill Hartz, de la Universidad de Cornell, "un cuerpo de trabajo increíble, que se distingue por su rigor intelectual, belleza estética, análisis conceptual y preocupación ambiental".

### Escultura
- Sculptures of the Mind 1968-2012[26]

### Escritura
- Book of Dust: The Beginning and the End of Time and Thereafter, 1989 Visual Studies Workshop Press, Rochester, New York. Edition of 1,100 of which 200 are signed with an original artwork. Insert ("The Debate - 1 Million B.C. - 1 Million A.D.); 200 pages, 16 full-page duotones
- The Human Argument, 2008 Spring Publications, Putnam, Connecticut.[27]
- Poetry Walk—Reflections: Pools of Thought, 2000 Charlottesville, Va.: University of Virginia Art Museum.

## Catálogos
- Agnes Denes: Perspectives, Corcoran Gallery of Art, Washington D. C., 1974.
- Agnes Denes: Sculptures of the Mind / Philosophical Drawings by Amerika Haus Berlin, 1978
- Agnes Denes 1968-1980, Gary Garrels curator, Hayden Gallery, MIT, Boston, 1980
- Agnes Denes: Concept into Form, Works : 1970-1990, Arts Club of Chicago, 1990
- Agnes Denes by Jill Hartz, Herbert F. Johnson Museum of Art, Cornell University, 1992 [2]
- The Visionary Art of Agnes Denes: An Exhibition of 85 Works, Gibson Gallery, 1996 [3]
- Project for Public Spaces, a Retrospective, Samek Art Gallery, Bucknell University, Lewisburg PA; 2003
- Agnes Denes: Work 1969-2013, curated and edited by Florence Derieux, FRAC Champagne-Ardenne, Firstsite Colchester, Mousse Publishing, 2013-2016
- Agnes Denes: Absolutes and Intermediates, edited by Emma Enderby, The Shed, 2019

## Premios y reconocimientos
- Cuatro becas de la National Endowment for the Arts.
- Cuatro becas del Consejo de las Artes del Estado de Nueva York.
- Beca CAPS (1972).[28]
- Becas de la Fundación Nacional (1974 y 1975).
- Beca DAAD de Berlín, Alemania (1978)
- Premio de la Academia Americana de Artes y Letras (1985)
- Premio Eugene McDermott en las Artes, del MIT (1990).[29]
- Premio Roma de la Academia Americana en Roma (1998).[30]
- Premio Jill Watson al logro transdisciplinar en las Artes de la Universidad Carnegie Mellon (1999).[31]
- Premio Anonymous Was a Woman (2007).[32]
- Premio Embajador a la Diplomacia Cultural de la Embajada de los Estados Unidos en Hungría (2008)
- Premio a la Innovación Artística, The Phillips Collection, Washington D. C. (2020)